# Oklep
Oklep je zaščitni sloj na telesu ali vozilu, ki je namenjen zaščiti uporabnika v bojnih situacijah. Oklep spada med osnovno opremo vojakov že nekaj tisočletij, njegova zgradba odraža stopnjo tehnološke razvitosti ljudstev, ki so ga uporabljala. V začetku so oklepe izdelalovali iz usnja, živalskih kož in kosti, z razvojem obdelovanja kovin pa so pričeli izdelovati oklepe iz tankih kovinskih plošč ali prepletenih obročkov. Danes so oklepi izdelani iz sodobnih materialov, kot sta kevlar in keramika.
V srednjem veku so v oklep odeli tudi bojne živali (predvsem konje), po 1. svetovni vojni pa so težko konjenico zamenjale enote oklepnih vozil.